# George Ball (diplomate)
Pour les articles homonymes, voir George Ball et Ball.
George Wildman Ball (21 décembre 1909 - 26 mai 1994) est un diplomate américain. Il occupe le poste de sous-secrétaire d'État des États-Unis entre 1961 et 1966, sous les mandats de John F. Kennedy et de Lyndon B. Johnson. Il est alors confronté à la crise des missiles de Cuba ainsi qu'a la guerre du Viet-Nâm, guerre à laquelle il est le principal opposant au sein du gouvernement américain. Il est par ailleurs impliqué dans la construction européenne et en est un défenseur aux États-Unis.

## Début de carrière

### Jeunesse
George Ball naît le 21 décembre 1909 à Des Moines, capitale de l'Iowa, au sein d'une famille de trois enfants. Son père, Amos, travaille en tant qu'administrateur général dans une compagnie pétrolière, la Standard Oil Company of Indiana, et sa mère, Edna, est institutrice. Politiquement, sa famille est sympathisante du Parti Républicain. Il déménage à onze ans à Evanston (Illinois), où il poursuit ses études à l'Evanston Township High School puis à l'Université Northwestern. Il y obtient en 1930 un diplôme de littérature anglaise, puis en 1933 un Master en droit. Il rencontre sa femme Ruth Murdoch à Paris, en 1929, et se marie avec elle en septembre 1932.
À la fin de ses études, il rejoint l'administration du New Deal entre mai 1933 et avril 1935. Il travaille au service de Henry Morgentheau, d'abord à la Farm Credit Administration, puis au département du Trésor des États-Unis. C'est au cours de cette période qu'il devient ami avec Dean Acheson.
En 1935, il retourne à Chicago pour travailler dans une firme d'avocat, où il se spécialise dans les questions fiscales. En 1939, il rejoint le cabinet, plus prestigieux, Sidley, McPherson, Austin & Harper. Il y rencontre un membre éminent du Parti démocrate, Adlai Stevenson, dont il devient le protégé. Ce dernier lui permet d'intégrer le Chicago Council of Foreign Relations. Le futur diplomate y livre ses premières réflexions sur les relations internationales.

### Seconde Guerre mondiale
À l'entrée en guerre des États-Unis en 1941, George Ball rejoint Washington pour intégrer les administrations participant à l'effort de guerre. Entrant dans le programme Prêt Bail en tant que conseiller général, il côtoie de futurs diplomates comme John Kenneth Galbraith. Il effectue également un court passage à la Foreign Economic Administration.
En 1944, il devient directeur au Strategic Bombing Survey, à Londres. Il est chargé d'étudier les effets des bombardements américains sur l'Allemagne, d'un point de vue militaire mais également économique. S'aidant de Adlai Stevenson et John Kenneth Galbraith, il délivre un rapport mettant en cause l'efficacité des frappes aériennes. Au cours de son enquête, il interroge Albert Speer, ministre de l'Armement et de la Production de guerre du Troisième Reich, qui confirme les conclusions de son rapport. Lors des procès de Nuremberg, George Ball prend publiquement la défense de Speer dans l'espoir qu'il échappe à la peine de mort.

### George Ball et l'Europe
Les premiers contacts de George Ball avec l'Europe date donc de la Seconde Guerre mondiale. C'est son implication dans la modernisation de la France et dans la construction européenne qui marque son lien avec le Vieux Continent.
Jean Monnet, avec qui il est ami, le recrute comme conseiller général au Commissariat au Plan. Il reste lié au milieu politique français et devient conseiller général auprès de l'ambassade française aux États-Unis, organisant les déplacements officiels en Amérique de personnalités comme Léon Blum et Pierre Mendès France. Il en sera récompensé par le titre d'officier de la Légion d’honneur. Il travaille en outre en collaboration avec le CNPF, pour lequel il publie aux États-Unis la revue France actuelle.
Ball s'est fortement et longuement impliqué dans la construction européenne. Il assiste aux négociations du traité de Paris et participe à la rédaction de plusieurs articles. On lui devrait le nom de Haute-Autorité donné à l'organe supranational de la Communauté européenne du charbon et de l'acier. À partir de 1954, il est le représentant à Washington des différentes communautés européennes (CECA, Marché commun, Euratom).

### Les campagnes présidentielles de Adlai Stevenson (1952 - 1956)
George Ball joue un rôle majeur dans la campagne présidentielle de 1952 auprès de son ami Adlai Stevenson, le candidat du Parti démocrate. Il sert d'intermédiaire entre le candidat et le président Truman. Il aide à promouvoir les idées de Stevenson en publiant des articles dans des magazines importants. Il est directeur exécutif des Volontaires pour Stevenson, étant impliqué principalement dans la campagne auprès des indépendants et des votants républicains. Il participe aussi à la rédaction des discours. Il occupe un rôle similaire dans la campagne présidentielle de 1956 et dans la campagne des primaires du Parti démocrate en 1960, perdu face à John F. Kennedy.

## Sous-secrétaire d'État (1961 - 1966)
Le 4 décembre 1961, le président américain nomme George Ball sous-secrétaire d'État, ce qui en fait le n°2 des Affaires étrangères américaines. Le secrétaire d'État est Dean Rusk.

### Les années Kennedy (1961-1963)
Lors de la crise des missiles de Cuba en 1962, George Ball plaide une sortie de crise pacifique, au moment où l'administration Kennedy hésite entre une invasion de Cuba et un blocus.
Il est également confronté à la crise congolaise.

### Les années Johnson (1963-1966)
La principale question diplomatique à laquelle fait face l'administration Johnson est celle de la guerre du Viet-Nâm.

## Fin de carrière

### Ambassadeur
Il est le 7e ambassadeur des États-Unis aux Nations unies. Occupant cette fonction quatre mois, entre juin et septembre 1968, il doit défendre la position des États-Unis pendant le printemps de Prague.

### Le secteur privé
L'université Harvard lui décerne un doctorat honoraire de droit en 1973.

### Décès
George Ball décède à New York le 26 mai 1994 d'un cancer pancréatique. Il est enterré au cimetière de Princeton.

## Œuvres de George Ball
- Les États-Unis face à leur puissance, R.Laffont, Paris, 1968
- Diplomacy for a crowded world : An American Foreign Policy, Little, Brown, Boston, 1976
- The Past has another pattern : Memoirs, W.W.Norton & Company, New York, 1992
- Error and Betrayal in Lebanon : An Analysis of Israel's Invasion of Lebanon and the Implications for U.S-Israeli Relations, Foundation for Middle East Peace, Washington, 1984
- The Passionate Attachment : America's Involvment with Israel, 1947 to the Present, W.W.Norton & Company, New York, 1992